# 洪江镇
洪江镇，是中华人民共和国江西省宜春市袁州区下辖的一个乡镇级行政单位。

## 行政区划
洪江镇下辖以下地区：
洪江村、绛桥村、梅州村、东南村、古庙村、仰峰村、年坪村、汤溪村和布星村。